# M3 Gun Motor Carriage
Le M3 Gun Motor Carriage (ou M3 GMC) est un canon automoteur chasseur de chars des Forces armées des États-Unis produit par Autocar Company qui a massivement été utilisé lors de la Seconde Guerre mondiale.
Après la défaite de la France au début de la Seconde Guerre mondiale, l'United States Army décide de fabriquer un canon automoteur désigné T12 à partir du canon M1897A4 et du châssis M3. Après quelques améliorations, il entre en production sous la dénomination de M3 Gun Motor Carriage. Cependant, l'approvisionnement en boucliers pour le canon M2A3 est insuffisant pour les besoins de production, de sorte qu'un nouveau bouclier est utilisé. Il est alors désigné M3A1 GMC. Au total, 2 203 véhicules sont produits, dont 1 361 sont par la suite reconvertis en half-tracks M3A1.
Massivement utilisé par l'United States Army, le T12/M3 sert pour la première fois dans la campagne des Philippines en 1942 avec la Brigade provisoire d'artillerie de campagne dans un rôle de chasseur de chars et d'appui-feu. Il sert ensuite en Afrique du Nord dans des bataillons de chasseurs de chars américains. Il est utilisé de façon inefficace dans la bataille de Kasserine et plusieurs autres engagements, mais il est utilisé avec succès dans la bataille d'El Guettar. Il sert également lors de l'invasion alliée de la Sicile, mais il est déclaré obsolète au début de 1944 et il est finalement remplacé par le chasseur de chars M10 Wolverine.
Le M3 GMC est également déployé par les marines entre 1944 et 1945 sur le théâtre du Pacifique, et en premier lieu à la bataille de Saipan. Il se révèle particulièrement efficace contre les chars légers et moyens de l'Armée impériale japonaise. Il sert par la suite lors dans la bataille d'Okinawa, la bataille de Peleliu et de nombreuses autres batailles de la guerre du Pacifique.

## Développement et spécifications
Après la défaite de la France en 1940, l'United States Army étudie les raisons de l'efficacité de la campagne allemande contre les forces françaises et britanniques. Un aspect qui est souligné par cette étude est l'utilisation de l'artillerie automotrice ; cependant, en 1941, il y a peu d'équipement dans l'arsenal de l'armée américaine qui peut être utilisé dans ce rôle. L'armée possède un certain nombre de canons M1897A5, suffisants pour la production en série d'une telle arme, et le Half-track M3 est sur le point d'entrer en production. Après des études, l'armée décide de placer des canons M1897A5 sur le châssis du M3, qui est alors désigné comme T12 GMC. Le canon M1897A5 est à l'origine adapté pour le châssis M3 en le plaçant dans une boîte soudée rivetée au châssis derrière le compartiment du conducteur. Il est accepté par l'armée le 31 octobre 1941.
Un lot de 36 T12 est utilisé pour les essais, tandis que 50 autres sont construits et transportés aux Philippines. Les 36 T12 subissent plusieurs améliorations notamment l'ajout d'une monture qui soulève le boulier du canon, le remplacement du blindage original du canon par le bouclier M2A3 et l'ajout d'une mitrailleuse Browning M2 de 2,7 mm. Après la fin des améliorations, les prototypes sont envoyés à Autocar Company pour la production de masse,. Étant donné que l'approvisionnement en boucliers M2A3 est insuffisant pour satisfaire aux exigences de la production du M3, le corps des magasins militaires développe le blindage M5, qui remplace le M2A3. Cette évolution entraine une modification de la nomenclature du véhicule qui est alors désigné comme M3A1 Gun Motor Carriage,,.
Le M3 GMC mesure 6,24 m de long, 1,97 m de large et 2,49 m de haut (y compris avec le bouclier du canon (en)) avec une masse de 9,1 t. Sa suspension est constituée de ressorts à lame longitudinale semi-elliptiques pour les roues et de ressorts en volute verticale (en) pour les chenilles. Il dispose d'une transmission à engrènement constant. Sa garde au sol est de 280 mm,. Il est alimenté par un moteur White Motor Company 160AX de 6 cylindres et 6 330 cm3 d'une puissance de 147 chevaux (110 kW), avec un taux de compression de 6.44:1 et un rapport de puissance poids de 14.7 cv par tonne. Il peut atteindre la vitesse de 75 km/h. Son autonomie est de 240 kilomètres avec un réservoir de carburant de 230 l. Il est armé d'un canon M1897A5 de 75 mm avec 59 obus à disposition. Le M3 avec le bouclier M2A3 peut pivoter de 19° à gauche et 21° à droite, s'élever de 29° et s'abaisser de 10°. Le M3A1 avec le bouclier M5 peut pivoter de 21° dans les deux sens, mais ne peut s'abaisse que de 6,5°. Le blindage est compris entre 6.4 et 15,9 millimètres. Le véhicules est conduit par un équipage de cinq comprenant un commandant, un artilleur, deux chargeurs, et un conducteur,.
Un total de 2 202 M3 GMC sont produits de 1941 à 1943. Seulement 86 véhicules sont fabriqués en 1941, mais la production augmente en 1942 pour atteindre 1350 exemplaires sortis des lignes de production, et 766 unités supplémentaires sont achevés en 1943. La production du M3 GMC est arrêtée en raison du développement de chasseurs de chars plus performants, notamment du M10 Wolverine.
|                      | 08/1941 | 09/1941 | 10/1941 | 11/1941 | 12/1941 | 01/1942 | 02/1942 | 03/1942 | 04/1942 | 05/1942 | 06/1942 | 07/1942 | 08/1942 | 09/1942 | 10/1942 | 11/1942 | 12/1942 | 01/1943 | 02/1943 | 03/1943 | Total |
| -------------------- | ------- | ------- | ------- | ------- | ------- | ------- | ------- | ------- | ------- | ------- | ------- | ------- | ------- | ------- | ------- | ------- | ------- | ------- | ------- | ------- | ----- |
| Production du M3 GMC | 61      | 25      | 0       | 0       | 0       | 0       | 1       | 150     | 229     | 274     | 178     | 49      | 112     | 139     | 119     | 90      | 9       | 291     | 150     | 75      | 2 202 |

## Service

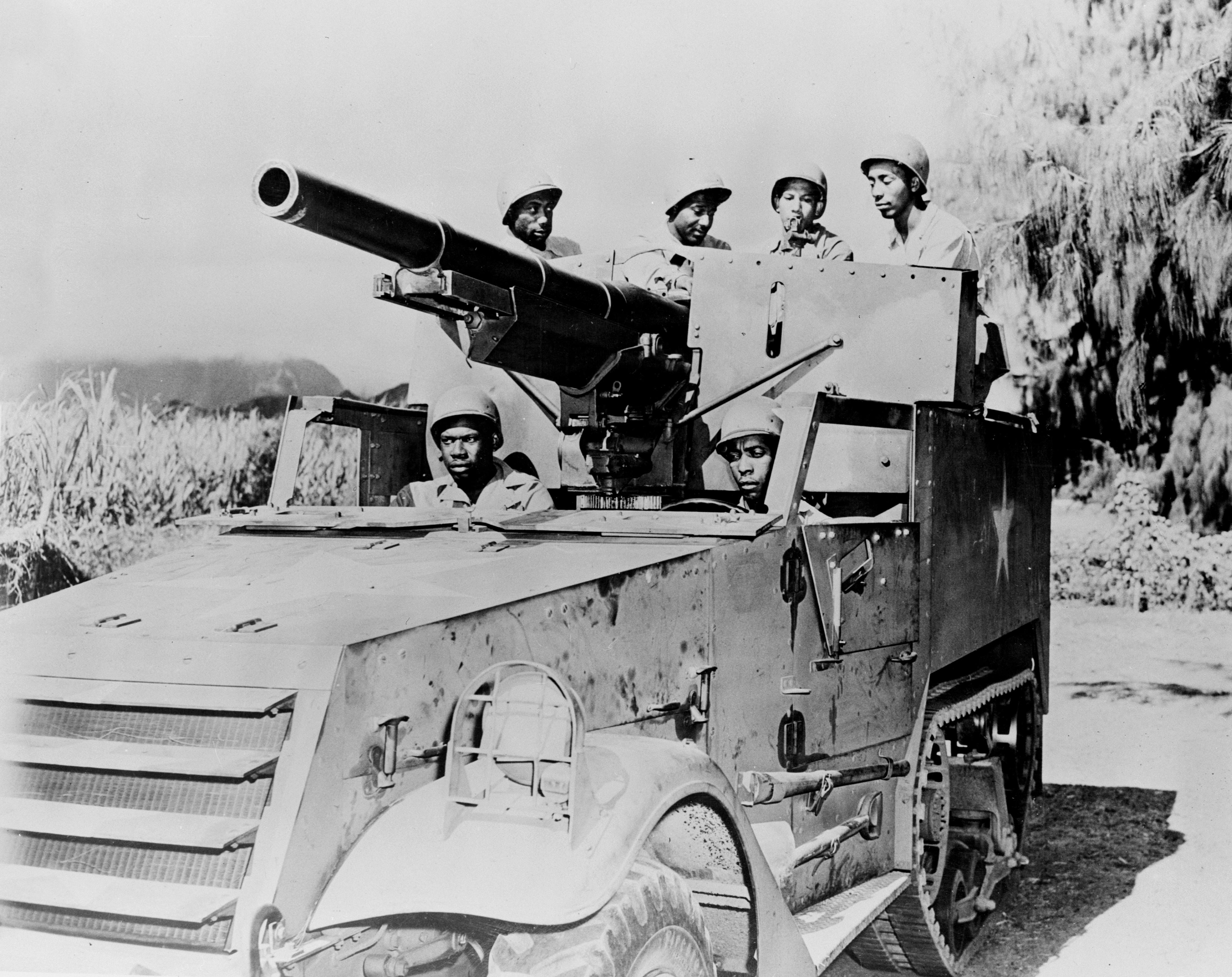
Un M3 Gun Motor Carriage de l'armée américaine, vers 1943.

Le T12/M3 GMC fait ses débuts avec l'United States Army aux Philippines en 1941 et 1942, six mois après sa conception. Trois bataillons de la brigade provisoire d'artillerie de campagne opèrent des T12 contre les Japonais lors de l'invasion des Philippines. Au cours de la première partie de la campagne, le véhicule est utilisé pour fournir un appui feu direct et le soutien antichar. Les Japonais capturent quelques véhicules en 1942 et les utilisent lors de la défense des Philippines.
En 1942, les M3 GMC sont utilisés en Afrique du Nord dans la campagne de Tunisie par des bataillons de chasseurs de chars américains, chacun composé de 36 M3 GMC et de quatre M6 GMC. Les M3 GMC, conçus pour prendre en embuscade des chars, s'avèrent insuffisants pour cette tâche lors des combats de Sidi Bou Zid et de Kasserine, principalement en raison de mauvaises tactiques. Néanmoins, le M3 est plus tard utilisé avec succès dans la bataille d'El Guettar, en détruisant 30 chars allemands, y compris deux Panzerkampfwagen VI Tiger, au coût de 21 M3. Quelques M3 participent également à l'invasion alliée de la Sicile (opération Husky), mais à cette époque, le chasseur de chars M10 l'a déjà presque totalement remplacé au sein de l'US Army. Un total de 1 360 M3 GMC est également reconvertis en half-track M3A1,.
Le M3 GMC est également déployé par les marines entre 1944 et 1945 sur le théâtre du Pacifique, et en premier lieu à la bataille de Saipan. Là, il se révèle particulièrement efficace contre le char léger Type 95 Ha-Go et le char moyen Type 97 Chi-Ha du 9e régiment de chars de l'Armée impériale japonaise. Il sert par la suite lors dans la bataille d'Okinawa, la bataille de Peleliu et de nombreuses autres batailles sur les îles du Pacifique.
Le M3 GMC est également employé par d'autres pays, mais de manière plus limitée car il n'est pas inclus par le programme de prêt-bail. Un petit lot de 170 véhicules est fourni à la Grande-Bretagne, qui les utilise dans les Armoured car regiment (en). Ils sont d'abord utilisés lors de la campagne de Tunisie avec les Royal Dragoons (en). Ils sont également utilisés en Sicile, en Italie, et plus tard en France, avant d'être progressivement retirés. L'armée de la France libre emploie également des M3 pour l'entraînement avant de recevoir des chasseurs de chars M10.